# Argyrosaurus
Argyrosaurus is een plantenetend geslacht van sauropode dinosauriërs, behorend tot de groep van de Titanosauria, dat tijdens het late Krijt leefde in het gebied van het huidige Argentinië.

## Vondst en naamgeving
De typesoort Argyrosaurus superbus is in 1893 benoemd en beschreven door de Britse paleontoloog Richard Lydekker. De geslachtsnaam is afgeleid van het Klassiek Griekse argyros, "zilver", een verwijzing naar het feit dat "Argentinië" "zilverland" betekent. De soortaanduiding betekent "de trotse" in het Latijn. Argyrosaurus is de eerste sauropode die uit Zuid-Amerika beschreven is.
Het fossiel, holotype MLP 77-V-29-1, is bij Río Chico in Patagonië gevonden in een laag van de Bajo Barreal-formatie die stamt uit het Cenomanien-Turonien, 90-95 miljoen jaar oud. Het bestaat uit een enkele linkervoorpoot, met opperarmbeen, ellepijp, spaakbeen, enkele polsbeenderen en alle vijf middenhandsbeenderen. Lydekker wees ook een stuk dijbeen uit een andere locatie aan de soort toe. Later is ook ander fragmentarisch materiaal aan de soort toegewezen en in 1986 het gedeeltelijke skelet PVL 4628. De identificatie is omstreden; sommige toegewezen fragmenten stammen uit het veel latere Maastrichtien. In 2012 concludeerde een studie dat Argyrosaurus een geldig taxon was maar geen enkel ander fossiel dan het holotype eraan toegewezen kon worden. PVL 4628 werd benoemd tot het aparte geslacht Elaltitan.

## Beschrijving
Argyrosaurus was een robuust gebouwde vorm. Het opperarmbeen is krachtig met een vierkante kop. Ellepijp en spaakbeen zijn relatief eleganter en hebben 69% van de lengte van het opperarmbeen. De middenhandsbeenderen zijn tamelijk lang. Vroeger werd zijn lengte wel zo hoog geschat als dertig meter, met een gewicht van tachtig ton. Tegenwoordig zijn de schattingen lager: een lengte van ongeveer twintig meter en een gewicht van rond de dertig ton.

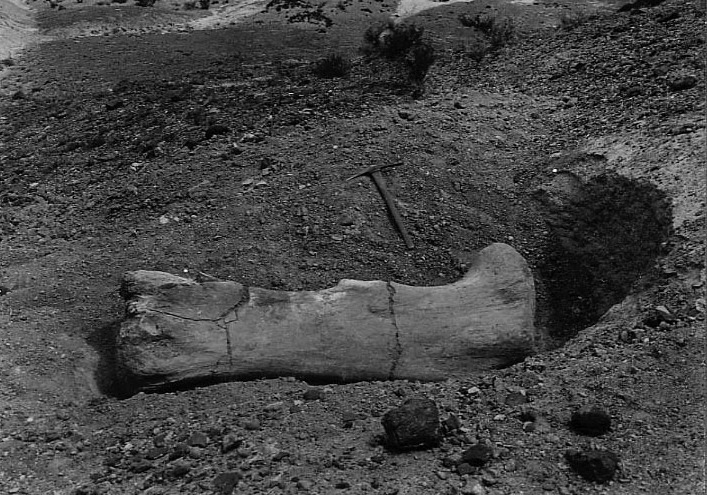
Een aan Argyrosaurus toegewezen dijbeen

In 2012 werden enkele unieke afgeleide eigenschappen vastgesteld, autapomorfieën. De binnenrand van het opperarmbeen vormt een overdwars brede richel die opvallend naar voren kromt. De middenschacht van het opperarmbeen is opvallend van voren naar achteren versmald, met een verhouding tussen de breedte en de lengte van de doorsnede van 2,6. De breedte overdwars van het onderste spaakbeen is maar iets, 30%, groter dan de breedte van de middenschacht. Het ondervlak van het spaakbeen is driehoekig. De middenhand is extreem verlengd, tot 60% van de lengte van het spaakbeen. Daarnaast is er een unieke combinatie van op zich niet unieke kenmerken. Er zijn verbeende polsbeenderen aanwezig. In de middenhand zijn het tweede en derde middenhandsbeen de langste elementen.

## Fylogenie
Othniel Charles Marsh stelde in 1895 dat Argyrosaurus tot de Titanosauridae behoorde, voornamelijk vanwege de herkomst uit het Opper-Krijt van het zuidelijk halfrond, een indeling die gebruikelijk is gebleven, hoewel de resten eigenlijk geen duidelijke synapomorfieën met de Titanosauria delen. José Bonaparte verfijnde dat in 1996 verder tot een eigen Argyrosaurinae. De studie uit 2012 concludeerde tot een plaatsing in de Titanosauria, maar wel in een zeer basale positie, gezien het feit dat de soort nog polsbeenderen bezit, welke bij alle andere titanosauriërs verdwenen zijn.